# Eiichi Yamamoto
Eiichi Yamamoto (山本 暎一, Yamamoto Eiichi) (Quioto, em 22 de novembro de 1940) é um diretor cinematográfico japonês e roteirista de anime. conhecido por dirigir a série de filmes Animerama, de Osamu Tezuka. Yamamoto dirigiu dez filmes entre 1962 e 1986. Seu filme de 1973, Kanashimi no Belladonna, foi inscrito no 23º Festival Internacional de Cinema de Berlim. Além do trabalho no cinema, Yamamoto também atuou como roteirista da série de televisão de anime Space Battleship Yamato e escreveu o roteiro para sua adaptação cinematográfica de 1977.

## Filmografia selecionada
- Astro Boy (1964) (diretor, escritor) (TV)
- Jungle Taitei (1966) (diretor, produtor, escritor) (TV)
- Mil e Uma Noites da Arábia (1969) (diretor)
- Cleópatra (1970) (diretor)
- Kanashimi no Belladonna (1973) (diretor, escritor)
- Little Wansa (1973) (diretor) (TV)
- Space Battleship Yamato (1974-1975) (diretor supervisor, escritor) (TV)
- Space Battleship Yamato (1977) (roteiro)
- Odin: Photon Sailer Starlight (1985) (diretor, roteiro)
- The Sensualist (1991) (roteiro)
- One Arm (2019) (diretor)